# 오로린 투게넨시스
오로린 투게넨시스(학명: Orrorin Tugenensis)는 가장 오래된 인원류 중 하나이자 (알려진 것 중 2번째로 오래됨) 대퇴골 부분의 화석이 나온 유일한 화석이어서 Orrorin이라고 불린다. 이것은 2001년 케냐의 투겐 힐즈에서 화석을 발견한 프랑스 국립자연사 박물관 팀들이 지은 이름인데 화석은 탄소 연대 측정을 통해서 연대가 밝혀졌다. 화산재와 응회암 물질에 연관하여 측정됐다고 한다.
지금까지 보고된 화석들은 적어도 5개체 정도에 이르며 대부분 대퇴부와 상박골을 가지고 있다. 각각 오로린 종이 수직보행을 했다는 점, 나무 타기에 어느 정도 능했다는 점을 상기한다. 또한 치아 구조를 보면 현대 인류와 비슷한 식단을 먹었을 것으로 추정된다. 어금니 구조는 오로린이 대개 과일이나 채소를 먹었던 것을 밝히고 있으며 지금의 침팬지와 거의 신체 크기가 비슷함에 가깝다. 대략 오랑우탄과 비슷하게 두발로 걸었다고 한다

## 참고자료
- First hominid from the Miocene (Lukeino Formation, Kenya), Comptes Rendus de l'Académie de Sciences
- 오로린 투게넨시스 : 인류 발달 과정의 재설정